# Solicitud de asociación

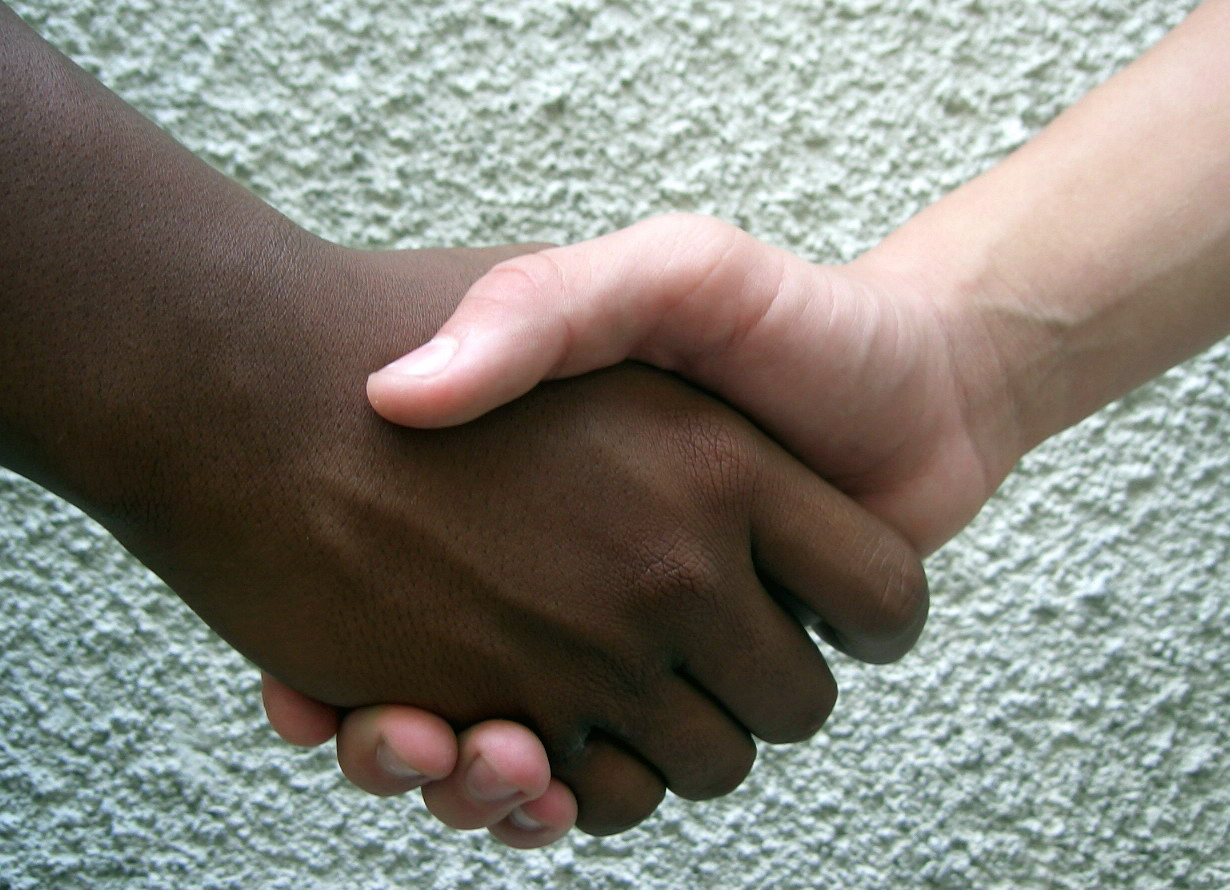
Un apretón de manos, símbolo de acuerdo, cuyo primer paso podría haber sido una solicitud de asociación.

Una solicitud de asociación (RFA por las siglas de la expresión inglesa Request For Association, y también llamada en ese idioma —aunque menos frecuentemente, como se detalla abajo—  request for partnership y request for alliance), es un documento comercial en el que una parte propone a otra asociarse. La RFA puede especificar el destinatario o dirigirse a cualquier interesado en la asociación.

## Características
La asociación propuesta normalmente tiene objetivos de negocio (por ejemplo una empresa conjunta) o de tercer sector.
Al ser de un nivel menos formal que una carta de intención, una RFA normalmente no es legalmente vinculante.
En vez de describir con detalle las especificaciones de un producto (como hace una solicitud de precio), una RFA se enfoca en los beneficios mutuos que ambas partes obtendrían de su alianza: «...compromete al potencial patrocinador a pensar cómo vuestro proyecto podría ayudarlo a conseguir sus objetivos generales.»
Una de las partes puede proporcionar ideas, experiencia o materias primas, mientras que la otra puede aportar dinero, máquinas o trabajadores. La idea que sobrevuela una RFA es complementariedad:  «tiene sentido para ambas partes».

## Cuándo es aconsejable una RFA
- Una compañía desea distribuir sus productos en un país nuevo. Entonces envía RFA a distribuidores experimentados de ese país.[6]
- Una empresa pequeña ha desarrollado un dispositivo nuevo, pero carece de los medios industriales para producirlo a gran escala. Entonces envía a corporaciones RFA en las que pregunta a cada una sus condiciones para asociarse con ella en la fabricación.
- Un fabricante de componentes electrónicos busca proveedores nuevos para «construir una cadena de suministro sólida».[7]
- Una empresa se da cuenta, durante un proceso de aprovisionamiento, de que, en algún aspecto, su negocio es complementario con el de un posible proveedor.

## Comparación de las frecuencias de uso de los términos ingleses
Búsquedas literales en Google hechas el 26 de abril de 2017 dieron los resultados siguientes:
- "request for association": 195 000
- "request for partnership": 157 000
- "request for alliance": 27 400